# 停战军
停战军或维希法国陆军是根据1940 年 6 月 22 日停战协定的规定，维希法国的武装部队。 1942年德国入侵维希政权直接统治的“自由区”（ Zone libre ）后，该组织正式解散。
1942 年初，停战军人数已达 55 万，其中包括 2.1 万名军官。 

## 历史
第二次贡比涅停战协定第四条规定，法国可以在自由区（非占领法国）驻扎一支小型军队，即停战军，并在海外建立法国殖民帝国。 其首领是第一次世界大战英雄菲利普·贝当元帅。这支部队的职责是维持内部秩序并保卫法国领土免遭盟军的攻击。法国军队仍将接受德国武装部队的全面指挥。
停战军是一支有限部队，于 1940 年 7 月在德国占领法国本土后成立。由于停战，法国本土的北部从 1940 年 6 月到 1942 年 11 月被占领，随后，由于盟军入侵法属北非（火炬行动）以及法国殖民军非洲部队加入盟军，整个法国本土被占领。除了有限的正规军外，法国政府还组建了非正规部队来对抗法国抵抗运动和法国共产党；维希政府和德国当局均将这两大势力视为敌人。
维希法国首都军的具体兵力为 3,768 名军官、15,072 名士官和 75,360 名士兵。所有成员都必须是志愿者。除陆军外，宪兵队的规模固定为6万人，外加1万人的防空部队。尽管有大量训练有素的殖民军士兵加入，但志愿者仍然短缺。结果，1939 届的 30,000 名学生被保留下来以填补配额。 1942年初，这些征兵被释放，但人数仍然不够。尽管维希政府呼吁德国人采取定期征兵的形式，但兵员短缺的情况一直持续到政府解体。
维希法国首都军缺乏坦克和其他装甲车辆，并且极度缺乏机动运输工具，这对骑兵部队来说是一个特别的问题。现存的征兵海报强调了包括马术在内的体育活动的机会，这既反映了维希政府对乡村美德和户外活动的普遍重视，也反映了在一支规模较小且技术落后的军队中服役的现实。 1940 年前法国军队的传统特征，例如平顶军帽和厚重斗篷（背面带纽扣的大衣）被贝雷帽和简化制服所取代。
由于停战协议的规定，维希法国的殖民军数量有所减少。然而根据克莱顿的说法，1940 年德国在非洲的目标最好是由法国继续统治，而不是由西班牙或意大利入侵。因此，法国获得了一项协议，继续派遣非洲军队，其兵力为10万人，另外还为北非派遣了2万名军事人员。 1941 年 2 月和 4 月，允许的总数有所增加，此后兵力达到 127000 人，外加 16000名古米尔人。 在法属西非，最一开始共有33000人，由散兵、炮兵群、骑兵团和后勤部队组成。
其他地区的军队包括驻扎在黎巴嫩和叙利亚的黎凡特军团( Armée du Levant ) 的近 40,000 人。殖民军被允许保留一些装甲车，尽管这些装甲车大多是过时的第一次世界大战雷诺 FT坦克。